# William Knox D'Arcy

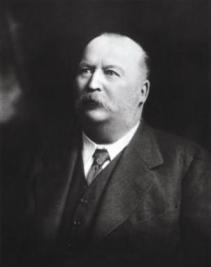
William Knox D'Arcy

William Knox D'Arcy född 11 oktober 1849 och död 1 maj 1917, var en brittisk oljekung. Han var ledare och finansiär för de brittiska expeditionerna att söka olja i Mellanöstern. 

## Biografi
D'Arcy vistades 1866–89 i Queensland i Australien, där han bland annat sökte efter värdefulla mineralier. Han började omkring 1900 att företa omfattande undersökningar efter petroleum i södra Mesopotamien och Persien.
Han gavs 1901 tillåtelse av shahen Iran att söka efter olja där, och koncession för en tid av 60 år på all exploatering av oljekällor i Persion, utom de intill Kaspiska havet liggande 5 provinserna. HÄrför skulle erläggas 2000.000 francs, varav hälften kontant, samt 16 % av all förtjänst. Sedan d'Arcy i maj 1903 upptäckt rika petroleumfyndigheter i Maidun-i-Naftun, bildades för deras utnyttjande ett bolag i London, First exploitation co., med 600.000 pund i aktikeapital. Majoriteten i detta bolag övercik 1909 till the Anglo-Persian Oil Company. Deras dotterbolag, The d'Arcy exploitation co., fortsatte vara engelska regeringens verktyg att över hela världen förvärva oljefyndigheter.
Den 26 maj 1908 upptäcktes en av Mellanösterns första oljefyndigheter i staden Masjed Soleyman i södra Iran. Enligt många ackrediteras William Knox D'Arcy med namnet "Oljeindustrins fader i Mellanöstern" trots att han aldrig personligen satte sin fot i Iran.